# Vallée de l'Aubrecheuil
Vallée de l'Aubrecheuil este o arie protejată (arie specială de conservare — SAC, sit de importanță comunitară — SCI, arie de protecție specială avifaunistică — SPA) din Belgia întinsă pe o suprafață de 36,63 ha, integral pe uscat.

## Localizare
Centrul sitului Vallée de l'Aubrecheuil este situat la coordonatele 50°30′23″N 4°01′03″E / 50.506482°N 4.017422°E.

## Înființare
Situl Vallée de l'Aubrecheuil a fost declarat arie de protecție specială avifaunistică în ianuarie 2014 pentru a proteja 6 specii de animale. Alte tipuri de protecție:
- sit de importanță comunitară (în ianuarie 2004)
- arie specială de conservare (în ianuarie 2014)[1][3][4]

## Biodiversitate
Situată în ecoregiunea atlantică, aria protejată conține 6 habitate naturale: Lacuri eutrofice naturale cu vegetație de tip Magnopotamion sau Hydrocharition, Cursuri de apă de la nivel de câmpie la nivel montan, cu vegetație Ranunculion fluitantis și Callitricho-Batrachion, Liziere de ierburi înalte hidrofile de câmpie și de nivel montan până la alpin, Peșteri inaccesibile publicului, Păduri de fag Asperulo-Fagetum, Păduri aluvionare cu Alnus glutinosa și Fraxinus excelsior (Alno-Padion, Alnion incanae, Salicion albae).
La baza desemnării sitului se află mai multe specii protejate:
- păsări (5): pescăruș albastru (Alcedo atthis), erete de stuf (Circus aeruginosus), egretă albă (Egretta alba), vultur pescar (Pandion haliaetus), viespar (Pernis apivorus)
- nevertebrate (1): Vertigo moulinsiana

Pe lângă speciile protejate, pe teritoriul sitului au mai fost identificate 7 specii de amfibieni, 2 specii de mamifere.